# Карамян, Арташес Иванович
Арташес Иванович Карамян (15 марта 1908, Капан — 20 ноября 1989, Ленинград) — советский и армянский нейрофизиолог, ученик Л. А. Орбели.

## Биография
Родился 15 марта 1908 года в Капане. В 1930 году поступил в Ереванский медицинский институт, который окончил в 1935 году. С 1941 по 1945 год принимал участие в ВОВ, после её окончания переехал в Ленинград и решил связать свою жизнь с этим городом. С 1945 по 1950 год работал в Институте физиологии, с 1950 по 1958 год работал в Институте экспериментальной медицины. С 1958 по 1989 год работал в Институте эволюционной физиологии и биохимии, где он занимал должности заместителя директора, заведующего отделом эволюции ЦНС и заведующего лабораторией сравнительной физиологии ЦНС.
Скончался 20 ноября 1989 года в Ленинграде.

## Научные работы
Основные научные работы посвящены изучению особенностей структурной и функциональной организации мозга и мозжечке в филогенезе.

## Членство в обществах
- 1963-89 — Член-корреспондент АН Армянской ССР.
- 1970-89 — Член-корреспондент АН СССР.
- 1972-89 — Почётный профессор Белградского университета.
- ? — Член ИБРО.

## Награды и премии
- Ордена Отечественной войны II степени[2], Дружбы народов, «Знак Почёта», медали «За боевые заслуги»[3], «За оборону Ленинграда»[4].
- 1954 — Премия имени И. П. Павлова.
- 1974 — Премия имени Л. А. Орбели.

## Семья
Сын — Леон Арташесович Карамян (1946—1980).